# 月極域探査機
月極域探査機（つききょくいきたんさき、LUPEX, Lunar Polar Exploration Mission、ルペックス）はインド宇宙機関 (ISRO)と宇宙航空研究開発機構 (JAXA)が共同で開発している月探査機である。インドではチャンドラヤーン計画の一部としてチャンドラヤーン5号とも呼ばれている。月の南極付近へ着陸し、探査車で水の探索を行う。インド宇宙機関によると2024年10月現在、2028年から2029年の間の打ち上げが予定されている。

## 概要
近年の探査機による観測により、月では極域の地面などで水の存在が示唆されている。しかしこれらはすべてリモートセンシングによる観測で調べられたものであり、現地で直接水を見つけた事例はまだなく、その存在量も明らかになっていない。仮に月に水が利用可能な形で存在している場合、それを資源として採掘すれば宇宙船の燃料などに使うことができ、将来の有人月面基地の開発に大いに役立つことが期待されている。LUPEXは世界に先んじて月面で水を観測することを目指している。この他にLUPEXは月表層大気の揮発性成分の観測や着陸地点の元素の濃度・分布を観測する。本プロジェクトにおいてJAXAはロケットによる打ち上げとローバ、ISROは着陸機をそれぞれ担当している。
2016年、JAXAとISROは宇宙分野の協力促進に関する了解覚書を締結した。この枠組みの中で日印共同の月探査機が検討され、2017年11月にインドベンガルールで開催された第24回アジア太平洋地域宇宙機関会議にて初めてLUPEXが公表された。同年12月には両機関の間で月極域探査の検討に関する実施取決めが締結された。2018年3月にJAXAとISROはフィージビリティスタディの共同レポートを作成し、10月に安倍・モディ両首相が会談した際のビジョンステートメントにも月極域探査機が盛り込まれた。2018年12月、JAXAとISROは共同ミッション定義審査 (JMDR) を実施した。
月極域探査機/チャンドラヤーン5号はチャンドラヤーン2号が着陸に失敗した以前は「チャンドラヤーン3号」とも呼ばれていた。

## 探査機

### LUPEX着陸機

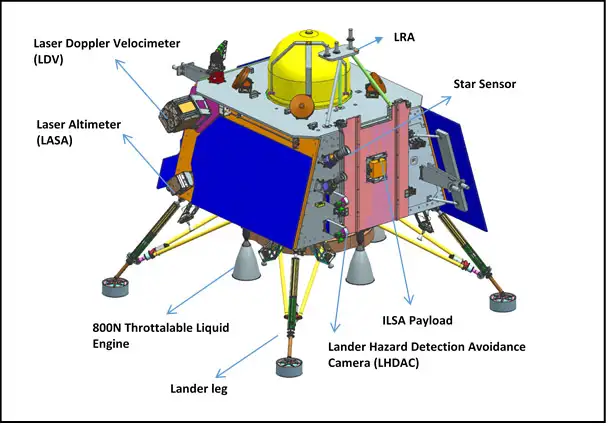
2023年に月面着陸を行ったチャンドラヤーン3号着陸機

LUPEX着陸機はISROが担当し、2023年に打ち上げたチャンドラヤーン3号をもとに開発される。電力は太陽電池によって賄われるが、着陸予定地である月の極域での日照を考慮し着陸機から垂直に伸展する太陽電池タワーが取り付けられる。着陸機の太陽電池やバッテリーには日本が提供するものもある。またJAXAが2024年に小型月着陸実証機SLIMで実証した月面へのピンポイント着陸技術はLUPEXに実装されるため、着陸機の航法誘導センサーと誘導アルゴリズムも日本が担当する。
2023年の時点では着陸機への搭載が確定した科学観測機器はないものの、インド物理学研究所 (PRL) はLUMEX (月微小隕石実験) 、LEDEX (月静電ダスト実験) などの搭載を提案していた。

### LUPEXローバ
LUPEXローバはJAXAが担当し、月面着陸後に10km以上移動して土壌に水が含まれていないか探索を行う。4脚のクローラで走行するため、傾斜のある地形も踏破することができる。また深さ1.5mまで掘削できるドリルを装備している。